# Miłosz Kałahur
Miłosz Kałahur (ur. 29 czerwca 1999 w Gdańsku) – polski piłkarz grający na pozycji obrońcy w klubie Lechia Gdańsk.

## Kariera juniorska
Kałahur grał jako junior w Akademii Piłkarskiej Lechii Gdańsk.

## Kariera seniorska

### Lechia II Gdańsk
Kałahur zadebiutował w rezerwach Lechii Gdańsk 14 października 2015 w meczu Okręgowego Pucharu Polski z Jaguarem Gdańsk (wyg. 1:4). Wystąpił dla nich jeszcze 10 razy i nie zdobył żadnej bramki.

### Lechia Gdańsk
Kałahur został zgłoszony przez Lechię Gdańsk do rozgrywek Ekstraklasy 18 kwietnia 2018. Nie zdążył jednak w niej zadebiutować przed transferem do Sandecji. Drugi raz podpisał kontrakt z Lechią 16 czerwca 2023. Zadebiutował w niej 22 lipca 2023 w wygranym 2:4 spotkaniu przeciwko Chrobremu Głogów.

### Sandecja Nowy Sącz
Kałahur przeszedł do Sandecji Nowy Sącz 18 lipca 2018. Zadebiutował u nich 28 lipca 2018 w meczu z Odrą Opole (przeg. 1:0). Pierwszą bramkę zdobył 8 września 2018 w wygranym 1:3 spotkaniu przeciwko Warcie Poznań. Łącznie dla tego klubu rozegrał on 39 meczów i strzelił jednego gola.

### Olimpia Elbląg
Kałahur przeniósł się do Olimpii Elbląg 28 lipca 2021. Debiut dla nich zaliczył 31 lipca 2021 w meczu z KKS Kalisz (2:2), strzelając wtedy też swojego pierwszego gola. Ostatecznie w ich barwach wystąpił 33 razy zdobywając dwie bramki.

### Resovia
Kałahur trafił do Resovii 12 czerwca 2022. Zadebiutował u nich 18 lipca 2022 w meczu z Zagłębiem Sosnowiec (przeg. 2:1). Pierwszą bramkę zdobył 27 maja 2023 w przegranym 1:2 spotkaniu przeciwko Bruk-Bet Termalica Nieciecza. Łącznie rozegrał dla tego klubu 24 mecze i strzelił jednego gola.

## Statystyki

### Klubowe
(aktualne na dzień 15 marca 2025)
| Klub               | Sezon              | Liga               | Liga  | Liga   | Puchar kraju | Puchar kraju | Suma  | Suma   |
| Klub               | Sezon              | Liga               | Mecze | Bramki | Mecze        | Bramki       | Mecze | Bramki |
| ------------------ | ------------------ | ------------------ | ----- | ------ | ------------ | ------------ | ----- | ------ |
| Lechia II Gdańsk   | 2015/16            | III liga           | 10    | 0      | 1            | 0            | 11    | 0      |
| Lechia II Gdańsk   | Ogólnie            | Ogólnie            | 10    | 0      | 1            | 0            | 11    | 0      |
| Sandecja Nowy Sącz | 2018/19            | I liga             | 22    | 1      | 0            | 0            | 22    | 1      |
| Sandecja Nowy Sącz | 2019/20            | I liga             | 8     | 0      | 1            | 0            | 9     | 0      |
| Sandecja Nowy Sącz | 2020/21            | I liga             | 7     | 0      | 1            | 0            | 8     | 0      |
| Sandecja Nowy Sącz | Ogólnie            | Ogólnie            | 37    | 1      | 2            | 0            | 39    | 1      |
| Olimpia Elbląg     | 2021/22            | II liga            | 32    | 2      | 1            | 0            | 33    | 2      |
| Olimpia Elbląg     | Ogólnie            | Ogólnie            | 32    | 2      | 1            | 0            | 33    | 2      |
| Resovia            | 2022/23            | I liga             | 21    | 1      | 3            | 0            | 24    | 1      |
| Resovia            | Ogólnie            | Ogólnie            | 21    | 1      | 3            | 0            | 24    | 1      |
| Lechia Gdańsk      | 2023/24            | I liga             | 28    | 0      | 1            | 0            | 29    | 0      |
| Lechia Gdańsk      | 2024/25            | Ekstraklasa        | 17    | 0      | 1            | 0            | 18    | 0      |
| Lechia Gdańsk      | Ogólnie            | Ogólnie            | 45    | 0      | 2            | 0            | 47    | 0      |
| Ogólnie w karierze | Ogólnie w karierze | Ogólnie w karierze | 145   | 4      | 9            | 0            | 154   | 4      |

## Sukcesy

### Lechia Gdańsk
- I liga (1×): 2023/2024